# Lobelia niihauensis
Lobelia niihauensis là loài thực vật có hoa trong họ Hoa chuông. Loài này được H.St.John mô tả khoa học đầu tiên năm 1931.